# 2007 у відеоіграх
Список подій відеоігрової індустрії 2007 року.

## Події

### Великі релізи
- Super Mario Galaxy
- S.T.A.L.K.E.R.: Тінь Чорнобиля
- Need For Speed Most Wanted
- Call of Duty 4: Modern Warfare
- Manhunt 2
- Mass Effect
- Portal
- Assassin's Creed
- BioShock
- Contra 4
- Team Fortress 2
- Crysis
- Half-Life 2: Episode Two
- Heroes of Might and Magic V: Tribes of the East
- Overlord